# Wahlkreis Cities of London and Westminster

Der Wahlkreis Cities of London and Westminster in London mit den Grenzen von 2010

Cities of London and Westminster ist ein Wahlkreis für das britische Unterhaus. Der Wahlkreis wurde für die Unterhauswahl 1950 geschaffen und deckt die City of London sowie einen Teil des Londoner Stadtbezirks City of Westminster ab. Er entsendet einen Abgeordneten ins Parlament.

## Grenzen

Der Wahlkreis Cities of London and Westminster in London mit den Grenzen von 2007

Der Wahlkreis umfasst heute die gesamte City of London und einen Großteil der City of Westminster südlich der Marylebone Road und dem Westway. In der City of Westminster umfasst er die Bezirke Westminster, Pimlico, Victoria, Belgravia, Knightsbridge, St James's, Soho sowie Teile von Covent Garden, Fitzrovia, Marylebone, Paddington und Bayswater.
- 1950–1974: City of London und Metropolitan Borough of Westminster
- 1974–1983: City of London und City of Westminster mit den Wards Charing Cross, Churchill, Knightsbridge, Millbank, Regent Street, Victoria Street und Warwick
- 1983–1997: City of London und City of Westminster mit den Wards Baker Street, Belgrave, Bryanston, Cavendish, Churchill, Hyde Park, Knightsbridge, Millbank, St George's, St James's, Victoria und West End
- 1997–2010: City of London und City of Westminster mit den Wards Baker Street, Bayswater, Belgrave, Bryanston, Cavendish, Churchill, Hyde Park, Knightsbridge, Lancaster Gate, Millbank, St George's, St James's, Victoria und West End
- seit 2010: City of London und City of Westminster mit den Wards Bryanston and Dorset Square, Churchill, Hyde Park, Knightsbridge and Belgravia, Marylebone High Street, St James’s, Tachbrook, Vincent Square, Warwick und West End

## Abgeordnete
| Wahl            | Abgeordneter          | Partei                   |
| --------------- | --------------------- | ------------------------ |
| 1950            | Harold Webbe          | Conservative             |
| 1959            | Harry Hylton-Foster   | Conservative             |
| 1964            | Harry Hylton-Foster   | Sprecher des Unterhauses |
| 1965 (Nachwahl) | John Smith            | Conservative             |
| 1970            | Christopher Tugendhat | Conservative             |
| 1977 (Nachwahl) | Peter Brooke          | Conservative             |
| 2001            | Mark Field            | Conservative             |

## Wahlergebnisse
| Unterhauswahl 2017: Cities of London and Westminster | Unterhauswahl 2017: Cities of London and Westminster | Unterhauswahl 2017: Cities of London and Westminster | Unterhauswahl 2017: Cities of London and Westminster | Unterhauswahl 2017: Cities of London and Westminster |
| Partei                                               | Kandidat                                             | Stimmen                                              | %                                                    | ±                                                    |
| ---------------------------------------------------- | ---------------------------------------------------- | ---------------------------------------------------- | ---------------------------------------------------- | ---------------------------------------------------- |
| Conservative                                         | Mark Field                                           | 18.005                                               | 46,6                                                 | -7,5                                                 |
| Labour                                               | İbrahim Doğuş                                        | 14.857                                               | 38,4                                                 | +11,0                                                |
| Liberal Democrats                                    | Bridget Fox                                          | 4.270                                                | 11,1                                                 | +4,1                                                 |
| Green                                                | Lawrence McNally                                     | 821                                                  | 2,1                                                  | −3,3                                                 |
| UKIP                                                 | Anil Bhatti                                          | 426                                                  | 1,1                                                  | −4,1                                                 |
| Unabhängig                                           | Tim Lord                                             | 173                                                  | 0,4                                                  |                                                      |
| Unabhängig                                           | Ankit Love The Maharaja of Kashmir                   | 59                                                   | 0,2                                                  |                                                      |
| Young People’s Party                                 | Benjamin Weenen                                      | 43                                                   | 0,1                                                  |                                                      |
| Wahlbeteiligung                                      | Wahlbeteiligung                                      | 38.654                                               | 62,8                                                 | +3,5                                                 |

| Unterhauswahl 2015: Cities of London and Westminster | Unterhauswahl 2015: Cities of London and Westminster | Unterhauswahl 2015: Cities of London and Westminster | Unterhauswahl 2015: Cities of London and Westminster | Unterhauswahl 2015: Cities of London and Westminster |
| Partei                                               | Kandidat                                             | Stimmen                                              | %                                                    | ±                                                    |
| ---------------------------------------------------- | ---------------------------------------------------- | ---------------------------------------------------- | ---------------------------------------------------- | ---------------------------------------------------- |
| Conservative                                         | Mark Field                                           | 19.570                                               | 54,1                                                 | +1,9                                                 |
| Labour                                               | Nik Slingsby                                         | 9.899                                                | 27,4                                                 | +5,2                                                 |
| Liberal Democrats                                    | Belinda Brooks-Gordon                                | 2.521                                                | 7,0                                                  | −13,5                                                |
| Green                                                | Hugh Small                                           | 1.953                                                | 5,4                                                  | +3.4                                                 |
| UKIP                                                 | Robert Stephenson                                    | 1.894                                                | 5,2                                                  | +3,4                                                 |
| Cannabis Is Safer Than Alcohol                       | Edouard-Henri Desforges                              | 160                                                  | 0,4                                                  |                                                      |
| Christian People                                     | Jill McLachlan                                       | 129                                                  | 0,4                                                  |                                                      |
| Class War                                            | Adam Clifford                                        | 59                                                   | 0,2                                                  |                                                      |
| Wahlbeteiligung                                      | Wahlbeteiligung                                      | 36.185                                               | 59,3                                                 | +3,8                                                 |

| Unterhauswahl 2010: Cities of London and Westminster | Unterhauswahl 2010: Cities of London and Westminster | Unterhauswahl 2010: Cities of London and Westminster | Unterhauswahl 2010: Cities of London and Westminster | Unterhauswahl 2010: Cities of London and Westminster |
| Partei                                               | Kandidat                                             | Stimmen                                              | %                                                    | ±                                                    |
| ---------------------------------------------------- | ---------------------------------------------------- | ---------------------------------------------------- | ---------------------------------------------------- | ---------------------------------------------------- |
| Conservative                                         | Mark Field                                           | 19.264                                               | 52,2                                                 | +3,9                                                 |
| Labour                                               | Dave Rowntree                                        | 8.188                                                | 22,2                                                 | −3,1                                                 |
| Liberal Democrats                                    | Naomi Smith                                          | 7.574                                                | 20,5                                                 | +2,0                                                 |
| Green                                                | Derek Chase                                          | 778                                                  | 2,1                                                  | −2,2                                                 |
| UKIP                                                 | Paul Weston                                          | 664                                                  | 1,8                                                  | +0,7                                                 |
| English Democrats                                    | Frank Roseman                                        | 191                                                  | 0,5                                                  |                                                      |
| Unabhängig                                           | Dennis Delderfield                                   | 98                                                   | 0,3                                                  |                                                      |
| Pirate Party                                         | Jack Nunn                                            | 90                                                   | 0,2                                                  |                                                      |
| Unabhängig                                           | Mad Cap'n Tom Scott                                  | 84                                                   | 0,2                                                  |                                                      |
| Wahlbeteiligung                                      | Wahlbeteiligung                                      | 36.931                                               | 55,5                                                 | +4,4                                                 |